# Apamea cuculliformis
Apamea cuculliformis là một loài bướm đêm thuộc họ Noctuidae. Loài này có ở miền tây Bắc Mỹ, bao gồm California, Washington và British Columbia.
Sải cánh khoảng 43 mm.